# 大阪市立淀川中学校
大阪市立淀川中学校（おおさかしりつ よどがわちゅうがっこう）は、大阪府大阪市都島区にある公立中学校。
1959年に大阪市立高倉中学校から分離開校した。 学校敷地は、京阪電鉄発電所の用水池を埋め立てた場所に立地している。
また学校周辺が大阪国際空港に着陸する航空機の経路となっている関係で、防音対策として冷暖房設備が設置されている。

## 沿革
- 1959年2月23日 - 校名を大阪市立淀川中学校と決定。
- 1959年4月1日 - 高倉中学校より分離独立し、開校。
- 1959年5月15日 - 開校式挙行（この日を創立記念日とする）。
- 1985年1月9日 - 航空機防音対策として、全館冷暖房完成。
- 1985年8月12日 - 日本航空123便墜落事故により、生徒2名が死亡。
- 2000年4月26日 - 敷地内東側に「振り子の塔」設置。これは前述の事故の遺族による寄贈である。内部には高さ7.2mのフーコーの振り子が設置されている。
- 2019年1月～2024年8月 - 校舎建替工事。

## 通学区域
- 大阪市立淀川小学校と大阪市立大東小学校の通学区域。

大阪市都島区 毛馬町、大東町。

## 出身者
- ケンブリッジ飛鳥[2]（のちに東京へ転校）
- 大盛穂（プロ野球選手）
- 姿月あさと（宝塚歌劇団宙組初代トップスター）